# Judith Bunting
Judith Bunting est une productrice de télévision et scénariste britannique.
En 2019, elle est élue députée européenne du parti des Libéraux-démocrates. Elle cesse de siéger à partir du 31 janvier 2020, date à laquelle son pays quitte l'Union européenne.